# 胎儿姿势

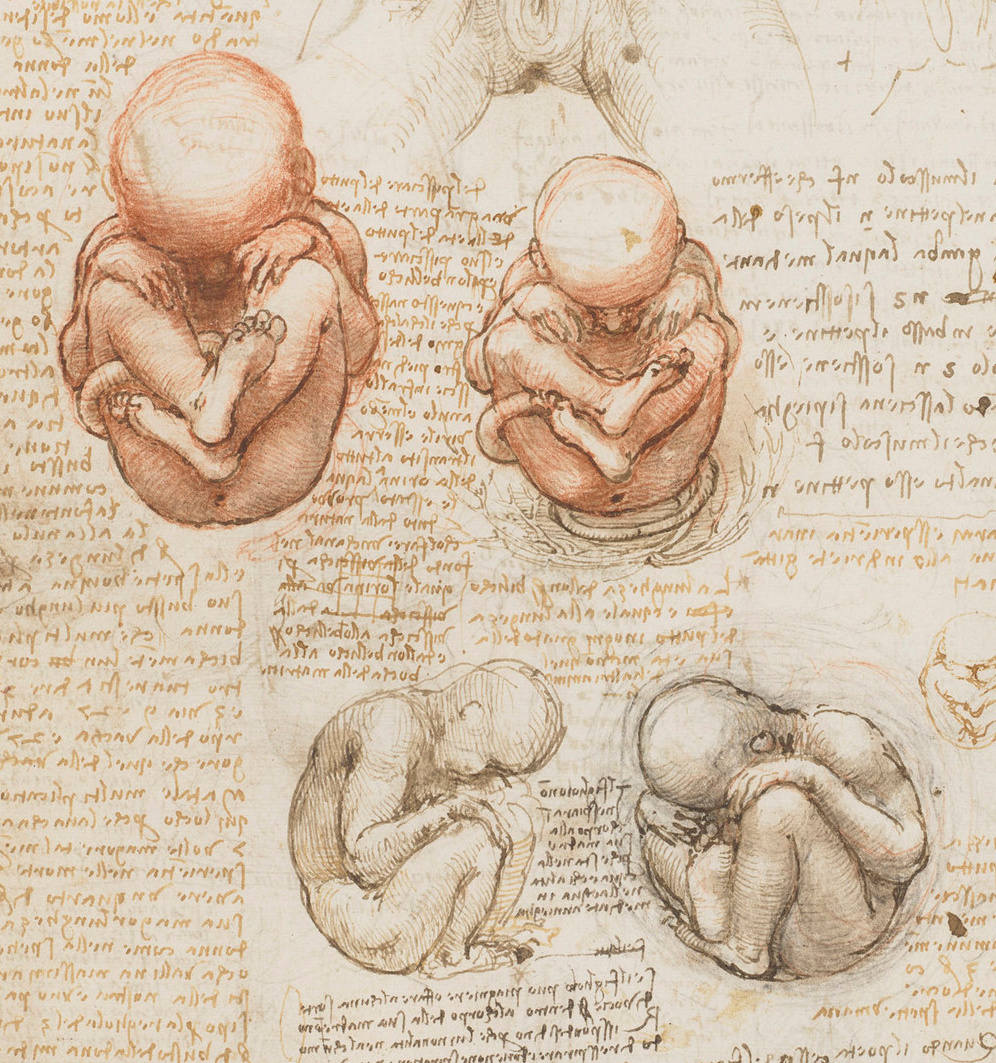
子宮中的胎兒，列奥纳多·达·芬奇，約1510–1512.

胎儿姿势（Fetal position）是胎兒在孕婦子宮中成長時的姿勢。這個姿勢的特點是背部彎曲、頭部弓起、四肢往軀幹彎曲。此姿勢是胎兒的典型特徵，許多哺乳動物（特別是啮齿目）出生時也是這個姿勢。
醫療專業人士會用這個姿勢減少頸部及胸部的受傷。
有些人會在睡眠時維持此一姿勢，尤其是身體較冷時，在有些文化中的葬禮中，人會以胎兒姿勢下葬。